# Рошко, Георгий Леонидович
Георгий Леонидович Рошко (фр. Georges Rochcau; 31 декабря 1915, Канны, Франция — 10 августа 2003, Париж, Франция) — протопресвитер католической церкви, полномочный визитатор Конгрегации Восточных Церквей по руководству русским католическим служением в мире, член Папского Совета Cor Unum, член Международной католической комиссии по вопросам миграции, член Папской Комиссии по кодификации Восточного Канонического Права, настоятель прихода Святой Троицы в Париже, участник Русского апостолата.

## Биография
Родился в дворянской семье, ведущей происхождение от одного из бояр Дмитрия Кантемира, крещен в православии. Отец, Леонид Александрович Рошко, служил морским офицером. Мать: Мария, в девичестве Александрова.
Брат Георгия — Всеволод Рошко также стал католическим священником. Дядя, брат отца, Владимир Александрович Рошко служил офицером Крымского татарского войска, участвовал в белом движении, в 1919 году был убит большевиками в Николаеве.
После 1917 года семья — в эмиграции в Японии, с 1918 года — в США, в 1920 года переехали в Европу, с 1923 года стабильно жили в Париже.
В 1933 году Георгий Рошко присоединился к Католической Церкви.
Рошко учился в университете Сорбонны, в 1934 году изучал философию в Лилльском католическом университете, в 1935 году поступил в Руссикум.
В 1942 году Рошко был рукоположен в сан диакона епископом Пием Эженом Неве. В 1943 году — рукоположен в сан священника.
В оккупированном Париже Рошко оказывал помощь советским гражданам, бежавшим из немецких лагерей, и евреям, состоял во французском Сопротивлении, демобилизовался из армии в чине майора в 1946 году.
После войны уехал в Италию, был духовником в лагерях для перемещённых лиц.
С 1947 года работал преподавателем в интернате святого Георгия в Мёдоне.
В 1949 году по поручению кардинала Евгения Тиссерана направлен в Бразилию для помощи в получении виз для русских Ди-Пи. Далее был с миссией в Парагвае и Чили.
С 1951 года служил в Нью-Йорке, сотрудничал с Русским центром Фордемского университета но из-за проблем со здоровьем был вынужден вернуться во Францию.
В 1954 году работал во Вьетнаме по линии организации «Католическая помощь».
В 1955 году был в Москве, где встречался с патриархом Русской Православной Церкви Московского Патриархата Алексием I (Симанским) и председателем Отдела внешних церковных сношений Московского Патриархата митрополитом Николаем (Ярушевичем), посетил Троице-Сергиеву лавру и Ясную Поляну.
С 1956 года занимался изучением ситуации с русским католическим движением за рубежом.
С 1957 года стал помогать настоятелю церкви св. Троицы на rue Francoise Gerard, 39 в Париже Павлу Гречишкину и сменившему его Александру Кулику (1911—1966). В 1966 году назначен настоятелем этого прихода, ему помогали священники: Анри Петижан sj и Бернар Дюпир; некоторое время в приходе служил также Иоанн Солес.
В 1962 году Рошко участвовал в работе миссии среди русских духоборов в городе Нельсон, Канада.
С 1963 по 1965 годы участвовал во всех пленарных заседаниях II Ватиканского Собора.
В 1978 году назначен на пост Полномочного Визитатора Конгрегации Восточных Церквей по руководству русским католическим служением в мире. Занимая этот пост, в частности, представил к награждению правом ношения митры протоиерея Романо Скальфи.
В 1997 году вышел на покой, проживал в Париже, где скончался в 2003 году.

## Сочинения
- К истории русского прихода в Гоянии // Друзьям и знакомым. 1973. — № 11. — C. 1-2.
- Иннокентий IV и угроза татаро-монгольского нашествия: послания Папы Римского Даниилу Галицкому и Александру Невскому // Символ. 1988. — № 20. — C. 112—113.
- На службе беженцам мира / пер. на русск. и науч. коммент. А. Крысова. — М.: Stella Aeterna, 2001. — 208 с. — ISBN 5-900076-16-4